# Rete tranviaria di Lipeck
La rete tranviaria di Lipeck è la rete tranviaria che serve la città russa di Lipeck.